# Bil Corona
Bil Corona est une corona, formation géologique en forme de couronne, située sur la planète Vénus par 3° N et 168° E. Elle est localisée dans le quadrangle de Rusalka Planitia. Elle a été nommée en référence à Bil, déesse nordique-Viking de la terre et de la nature. 

## Géographie et géologie
Bil Corona couvre une surface circulaire d'environ 225 km de diamètre. 